# Chalcomitra rubescens
El suimanga gorjiverde (Chalcomitra rubescens) es una especie de ave paseriforme de la familia Nectariniidae propia del África Central.